# Banhòu
Banhòu (en francès Bagnols-les-Bains) és un municipi francès situat al departament del Losera i a la regió d'Occitània. Es tracta d'una estació termal i un centre turístic.